# Greatest Hits (Otis Redding 1989)
Greatest Hits è un album raccolta di Otis Redding, pubblicato dalla Duchesse Records nel 1989.

## Tracce
1. I've Been Loving You Too Long – 3:13 (Otis Redding, Jerry Butler)
2. Respect – 2:07 (Otis Redding)
3. Fa-Fa-Fa-Fa-Fa (Sad Song) – 2:40 (Otis Redding, Steve Cropper)
4. (Sittin' on) The Dock of the Bay – 2:41 (Otis Redding, Steve Cropper)
5. Try a Little Tenderness – 3:48 (Harry Woods, James Campbell, Reg Connelly)
6. Satisfaction – 2:45 (Mick Jagger, Keith Richards)
7. These Arms of Mine – 2:30 (Otis Redding)
8. Pain in My Heart – 2:20 (Naomi Neville)
9. Tramp – 2:56 (Jimmy McCracklin, Lowell Fulson)
10. Mr. Pitiful (Otis Redding, Steve Cropper)
11. My Girl – 2:53 (Ronald White, William "Smokey" Robinson)
12. That's How Strong My Love Is – 2:26 (Roosevelt Jamison)
13. My Lover's Prayer – 3:05 (Otis Redding)
14. Security – 2:32 (Otis Redding)
15. Shake – 2:39 (Sam Cooke)
16. Hard to Handle – 2:17 (Al Isbell, Allen Jones, Otis Redding)